# Oscil·lador de quars

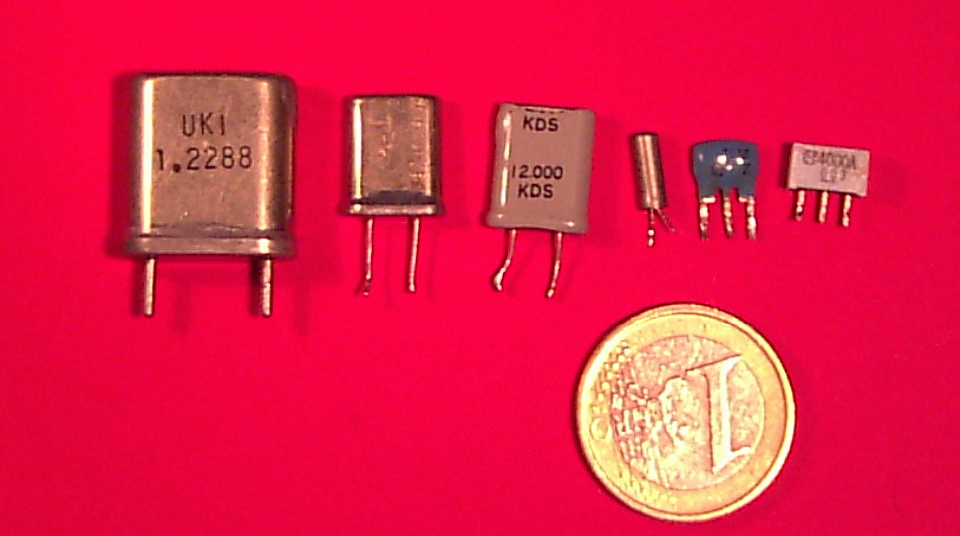
Varis ressonadors piezoelèctrics.

Un  oscil·lador de quars  és aquell oscil·lador que inclou un cristall de quars en el seu circuit de realimentació (o bé un ressonador piezoelèctric).

## Característiques
L'oscil·lador de cristall es caracteritza per la seva estabilitat de freqüència i puresa de fase, donada pel ressonador.
La freqüència és estable enfront de variacions de la tensió d'alimentació. La dependència amb la temperatura depèn del ressonador, però un valor típic per cristalls de quars és de 0 '005% del valor a 25 °C, al marge de 0 a 70 °C.
Aquests oscil·ladors admeten un petit ajust de freqüència, amb un condensador en sèrie amb el ressonador, que aproxima la freqüència d'aquest, de la ressonància sèrie a la ressonància paral·lela. Aquest ajust es pot utilitzar en els VCO per a modular la seva sortida.